# Sarita Schoenebeck
Pour les articles homonymes, voir Schönebeck.
Sarita Yardi Schoenebeck est une informaticienne américaine à l'Université du Michigan, où elle est directrice du Living Online Lab. Ses recherches portent sur les interactions homme-machine, les médias sociaux et l'informatique sociale (en). Elle a reçu le prix de la diversité, de l'équité et de l'inclusion de l'École de l'information de l'Université du Michigan (en) en 2017 pour son travail sur les familles LGBTQ+ et les communautés en ligne.

## Formation
Schoenebeck est originaire de Californie. Elle était étudiante de premier cycle en génie au Dartmouth College. En tant qu'étudiante de premier cycle, elle a joué au tennis et a remporté trois fois les honneurs de la première équipe. Elle a déménagé à l'Université de Californie à Berkeley pour ses études supérieures, où elle a obtenu une maîtrise en gestion stratégique de l'information,. Elle a été sélectionnée en tant que conférencière de la classe d' information de l'University of California, Berkeley School of Information (en) en 2006 . Schoenebeck était doctorante au Georgia Institute of Technology, où elle a étudié les façons dont les parents pouvaient soutenir l'utilisation des médias sociaux par les jeunes.

## Recherche et carrière
Schoenebeck a été nommée membre du corps professoral de l'École de l'information de l'Université du Michigan (en) (UMSI) en 2012, d'abord en tant que professeure adjointe puis professeure agrégée . À l' Université du Michigan, elle est directrice du Living Online Lab. Ses recherches examinent comment les plateformes de médias sociaux peuvent faire face aux impacts négatifs subis par leurs utilisateurs. Soutenu par la National Science Foundation, Schoenebeck a étudié comment les principes de justice peuvent jouer un rôle dans la réduction du harcèlement en ligne. Dans le cadre de ce travail, elle a évalué la façon dont les internautes vivent, évaluent et réagissent aux abus en ligne, ainsi que le développement d'interventions de justice réparatrice visant à réduire le harcèlement en ligne. Elle a démontré que les approches centrées sur la communauté, y compris la formation active des témoins, étaient efficaces pour atténuer le harcèlement en ligne. Ces résultats ont alimenté une série d'ateliers qui visaient à éduquer les jeunes sur les moyens de lutter contre le harcèlement en ligne. Elle a constaté que la honte publique des harceleurs en ligne n'était pas suffisante pour remédier à l'injustice subie par les victimes. Schoenebeck a également étudié ce que les jeunes attendent de leurs parents en matière d'utilisation des médias sociaux. Elle a constaté que les enfants voulaient que leurs parents modèrent leur utilisation de la technologie et soient présents (par exemple en éloignant les téléphones lors d'une discussion) et de ne pas partager de photos des enfants sans leur autorisation.
En 2017, Schoenebeck a reçu le prix de la diversité, de l'équité et de l'inclusion de l'École d'information de l'Université du Michigan en 2017 pour son travail sur les familles LGBTQ+ et les communautés en ligne. Elle a été soutenue par la Fondation John S. et James L. Knight pour étudier les moyens par lesquels les plateformes numériques peuvent réduire les méfaits tels que les discours de haine et le harcèlement. Schoenebeck a proposé que cela puisse être réalisé en élargissant l' article 230, forçant les plateformes numériques à cesser de donner la priorité à l'engagement sur la protection des utilisateurs.

## Récompenses et honneurs
- 2016 Prix CAREER de la National Science Foundation (en) [15]
- 2016 Prix Best of CHI du Groupe d'intérêt spécial sur l'interaction homme-machine ( SIGCHI ) [16]
- 2017 Prix de la diversité, de l'équité et de l'inclusion de l'École de l'information de l'Université du Michigan (en)[13]
- 2019 Propelling Original Data Science Award du Michigan Institute for Data Science[17]
- 2020 Prix pour services exceptionnels Michael D. Cohen de l'Université du Michigan [18]
- 2020 Bourse de la Fondation John S. et James L. Knight [14]

## Publications (sélection)
- (en) Sarita Yardi et Danah Boyd, « Dynamic Debates: An Analysis of Group Polarization Over Time on Twitter », Bulletin of Science, Technology & Society, SAGE Publications, vol. 30, no 5,‎ 14 septembre 2010, p. 316-327 (ISSN 0270-4676 et 1552-4183, OCLC 645306721, DOI 10.1177/0270467610380011).
- (en) Lindsay Blackwell, Jean Hardy, Tawfiq Ammari, Tiffany Veinot, Cliff Lampe et Sarita Schoenebeck, « LGBT Parents and Social Media », Proceedings of the 2016 CHI Conference on Human Factors in Computing Systems - CHI '16,‎ 2016 (ISBN 978-1-4503-3362-7, DOI 10.1145/2858036.2858342).
- (en) Joseph B. Bayer, Nicole B. Ellison, Sarita Y. Schoenebeck et Emily B. Falk, « Sharing the small moments: ephemeral social interaction on Snapchat », Information, Communication and Society, Routledge, vol. 19, no 7,‎ 18 septembre 2015, p. 956-977 (ISSN 1369-118X et 1468-4462, DOI 10.1080/1369118X.2015.1084349).

## Vie privée
Schoenebeck a un fils.